# Copa Alagoas de Futebol de 2022
A Copa Alagoas de 2022 foi a 8ª edição do torneio que garantiu ao campeão uma vaga na Série D do Campeonato Brasileiro de 2023. Além disso, aconteceu a disputa de uma vaga para a Copa do Brasil de 2023 contra a equipe que ficou na terceira colocação do Campeonato Alagoano 2022.

## Regulamento
A competição teve a participação de 14 clubes e foi iniciada em 12 de janeiro, com a final no dia 10 de abril de 2022. A Copa Alagoas de 2022 foi disputada em quatro fases distintas, a saber:
- Primeira Fase
- Quartas de Final
- Fase Semifinal
- Fase Final.

Na Primeira Fase, os clubes foram didividos em dois Grupos, A e B, compostos por sete clubes.
O Grupo A foi composto por: ASA, Coruripe, Desportivo Aliança, Dimensão Capela, Jacyobá, Miguelense, Zumbi.
O Grupo B foi composto por: CEO, CRB, Cruzeiro de Arapiraca, CSE, Dínamo, FF Comercial, Murici.
Ao Clube vencedor da Fase Final foi atribuído o título de Campeão da Copa Alagoas 2022, além de obter uma vaga no Campeonato Brasileiro da Série D – 2023, exceto para os representantes já classificados para as competições nacionais, caso em que
a vaga foi do Vice-Campeão da Copa Alagoas 2022. Ao Clube perdedor da Fase Final foi atribuído o título de Vice-Campeão da Copa
Alagoas 2022.
O Campeão da Copa Alagoas 2022 disputará uma vaga na Copa do Brasil 2023 em confronto com o terceiro colocado do Campeonato Alagoano da Série A – 2022, podendo as equipes utilizar somente os atletas habilitados na relação de inscritos desta
última competição. Caso o Campeão da Copa Alagoas 2022 não integre o Campeonato Alagoano da Série A – 2022, deverá, obrigatoriamente, disputar o Campeonato Alagoano Sub23 – Série B 2022, e em caso de descumprimento perderá automaticamente o direito de disputa das competições nacionais, tanto em relação ao Campeonato Brasileiro da Série D – 2023, quanto, eventualmente para a Copa do Brasil 2023, cujas vagas serão destinadas ao Vice Campeão da Copa Alagoas 2022 e Segundo Colocado da Seletiva da Copa do Brasil, respectivamente.

## Critério de desempate
Os critério de desempate foram aplicados na seguinte ordem:
1. Maior número de vitórias;
2. Melhor saldo de gols;
3. Maior número de gols marcados;
4. Confronto direto, somente na hipótese de ocorrer entre dois Clubes, sem levar em consideração o gol qualificado fora de casa;
5. Menor número de cartões vermelhos recebidos;
6. Menor número de cartões amarelos recebidos;
7. Sorteio

## Primeira fase
| Pos | Equipes            | Pts | J | V | E | D | GP | GC | SG  | %  |
| --- | ------------------ | --- | - | - | - | - | -- | -- | --- | -- |
| 1   | Desportivo Aliança | 16  | 7 | 5 | 1 | 1 | 16 | 5  | +11 | 76 |
| 2   | Coruripe           | 14  | 7 | 4 | 2 | 1 | 9  | 2  | +7  | 67 |
| 3   | ASA                | 13  | 7 | 4 | 1 | 2 | 17 | 5  | +12 | 62 |
| 4   | Jacyobá            | 8   | 7 | 2 | 2 | 3 | 5  | 9  | –4  | 38 |
| 5   | Dimensão Capela    | 7   | 7 | 2 | 1 | 4 | 9  | 10 | –1  | 33 |
| 6   | Zumbi              | 6   | 7 | 2 | 0 | 5 | 6  | 16 | –10 | 29 |
| 7   | Miguelense         | 1   | 7 | 0 | 1 | 6 | 5  | 25 | –20 | 5  |

| Pos | Equipes               | Pts | J | V | E | D | GP | GC | SG  | %  |
| --- | --------------------- | --- | - | - | - | - | -- | -- | --- | -- |
| 1   | CSE                   | 16  | 7 | 5 | 1 | 1 | 16 | 1  | +15 | 76 |
| 2   | Cruzeiro de Arapiraca | 14  | 7 | 4 | 2 | 1 | 12 | 5  | +7  | 67 |
| 3   | CRB                   | 13  | 7 | 4 | 1 | 2 | 10 | 7  | +3  | 62 |
| 4   | Murici                | 10  | 7 | 3 | 1 | 3 | 11 | 9  | +2  | 48 |
| 5   | FF Sport Atalaiense   | 9   | 7 | 3 | 0 | 4 | 13 | 16 | –3  | 43 |
| 6   | Dínamo                | 7   | 7 | 2 | 1 | 4 | 4  | 6  | –2  | 33 |
| 7   | CEO                   | 5   | 7 | 1 | 2 | 4 | 6  | 23 | –17 | 24 |

|  |                                        |
|  | Classificado para às Quartas de Finais |
|  | Eliminados na Primeira Fase            |

### Confrontos
|  |                     |  |        |  |                      |
|  | Vitória do Mandante |  | Empate |  | Vitória do Visitante |

Fonte: Federação Alagoana de Futebol.

### Fase final
|  | Quartas de final      | Quartas de final      |                    |       | Semifinais | Semifinais |  |  | Final | Final |
|  |                       |                       |                    |       |            |            |  |  |       |       |
|  |                       |                       |                    |       |            |            |  |  |       |       |
|  |                       |                       |                    |       |            |            |  |  |       |       |
|  | Desportivo Aliança    | 4                     |                    |       |            |            |  |  |       |       |
|  | Desportivo Aliança    | 4                     |                    |       |            |            |  |  |       |       |
|  | Jacyobá               | 0                     |                    |       |            |            |  |  |       |       |
|  | Jacyobá               | 0                     | Desportivo Aliança | 0 (5) |            |            |  |  |       |       |
|  |                       |                       | Desportivo Aliança | 0 (5) |            |            |  |  |       |       |
|  |                       | ASA                   | 0 (3)              |       |            |            |  |  |       |       |
|  | Coruripe              | ASA                   | 0 (3)              | 0     |            |            |  |  |       |       |
|  | Coruripe              |                       |                    | 0     |            |            |  |  |       |       |
|  | ASA                   | 1                     |                    |       |            |            |  |  |       |       |
|  | ASA                   | 1                     | Desportivo Aliança | 0     |            |            |  |  |       |       |
|  |                       |                       | Desportivo Aliança | 0     |            |            |  |  |       |       |
|  |                       | Cruzeiro de Arapiraca | 1                  |       |            |            |  |  |       |       |
|  | CSE                   | Cruzeiro de Arapiraca | 1                  | 2     |            |            |  |  |       |       |
|  | CSE                   |                       |                    | 2     |            |            |  |  |       |       |
|  | Murici                | 0                     |                    |       |            |            |  |  |       |       |
|  | Murici                | 0                     | CSE                | 0 (4) |            |            |  |  |       |       |
|  |                       |                       | CSE                | 0 (4) |            |            |  |  |       |       |
|  |                       | Cruzeiro de Arapiraca | 0 (5)              |       |            |            |  |  |       |       |
|  | Cruzeiro de Arapiraca | Cruzeiro de Arapiraca | 0 (5)              | 1     |            |            |  |  |       |       |
|  | Cruzeiro de Arapiraca |                       |                    | 1     |            |            |  |  |       |       |
|  | CRB                   | 0                     |                    |       |            |            |  |  |       |       |
|  | CRB                   | 0                     |                    |       |            |            |  |  |       |       |

### Premiação
| Copa Alagoas 2022                         |
| Arapiraca                                 |
| ----------------------------------------- |
| Cruzeiro de Arapiraca Campeão (1° título) |

## Classificação geral
- Obrigatoriamente os finalistas devem ocupar a 1ª ou 2ª colocação respectivamente.
- Obrigatoriamente os semifinalistas devem ocupar a 3ª ou 4ª colocação respectivamente.
- Obrigatoriamente os quartofinalistas devem ocupar entre a 5ª e 8ª colocação respectivamente.